# سيدلر سفلي
سيدلر سفلي هي قرية في مقاطعة كليبر، إيران. عدد سكان هذه القرية هو 209 في سنة 2006.